# Pac-Man (jeu vidéo, 1982)
Pour les articles homonymes, voir Pac-Man (homonymie).
Pac-Man est un jeu vidéo de labyrinthe développé et édité par Atari en mars 1982 sur la console Atari 2600. C'est l'un des nombreux portages du célèbre jeu vidéo d'arcade Pac-Man. Comme dans les autres versions, le joueur contrôle le personnage éponyme, et doit manger toutes les pac-gommes disposées dans un labyrinthe, tout en évitant quatre fantômes ennemis.
Le développement de Pac-Man s'est heurté à plusieurs obstacles, notamment l'infériorité technique de l'Atari 2600 par rapport aux bornes d'arcades d'origine. Il en résulte un portage moins avancé que son modèle, tant sur le plan de la jouabilité que sur le plan des graphismes ou des effets sonores. De fait, le jeu est mal accueilli par la critique, et jugé de mauvaise qualité en comparaison avec la version arcade.
Du fait de la popularité de la franchise, Atari a édité pas moins de 12 millions d'exemplaires du jeu, un nombre dépassant les ventes de la console. Seules 7 millions de cartouches se sont écoulées, faisant néanmoins de Pac-Man le jeu console le plus vendu de son époque, et le jeu le plus vendu de l'Atari 2600.

## Système de jeu
Pac-Man est l'un des nombreux portages du célèbre jeu d'arcade, édité par Namco et sorti en 1980. Il dispose d'un système de jeu similaire.
Le joueur contrôle Pac-Man, le personnage éponyme rond et jaune, à l'aide du joystick de la console. Le but du jeu est de manger les 126 pac-gommes (appelées gaufres sur la jaquette du jeu) éparpillées dans les couloirs du labyrinthe, en faisant passer Pac-Man dessus. Il faut également éviter des ennemis, les fantômes, dont le simple contact tue Pac-Man. Au début du jeu, Pac-Man se trouve au centre du labyrinthe. Il y réapparaît après chaque mort. Pac-Man dispose initialement de quatre vies, et peut en gagner une à chaque labyrinthe fini. Lorsque Pac-Man n'a plus aucune vie, la partie se termine.
Les tunnels du labyrinthe (passages correspondant entre eux) sont situés en haut et en bas de l'écran. Les fantômes apparaissent dans un carré au centre du labyrinthe, et en sortent par le côté droit, au début un par un. La valeur des fruits, en points, est beaucoup plus faible que dans le jeu d'arcade. Le bonus carré, au bas de la maison des fantômes, est appelée vitamine et vaut 100 points. Il se comporte comme un fruit ordinaire. Toutefois, si Pac-Man meurt lorsque la vitamine est affichée, elle n'est pas perdue et reste sur place.
Les super pac-gommes offrent à Pac-Man une invincibilité temporaire. Les fantômes deviennent alors violets. Pendant cette période, marquée par des bruitages spécifiques, Pac-Man gagne la capacité de manger ses ennemis, ce qui rapporte au joueur des points supplémentaires. À la mort d'un fantôme, ses yeux fuient vers le carré au centre du labyrinthe, où il réapparaît. Les fantômes mangés restent alors dans ce carré jusqu'à ce que la super pac-gomme ne fasse plus effet sur Pac-Man. Lorsque c'est le cas, les bruitages reviennent à la normale et les fantômes deviennent temporairement roses, puis retrouvent leur couleur blanche initiale.
Les fantômes de Pac-Man sur Atari 2600 sont connus pour clignoter constamment (en réalité, un seul fantôme est affiché à la fois, d'où cet effet visuel). Ils ont des yeux animés, et leurs pupilles tournent de façon périodique (ils ne regardent pas dans la direction où ils avancent, contrairement à la version arcade). Un fantôme, après avoir été mangé, prend la forme de deux carrés qui ressemblent à des yeux. Les quatre fantômes sont organisés en deux binômes, avec un des deux légèrement plus rapide que l'autre. Il arrive que plusieurs fantômes se superposent, et qu'ils apparaissent à l'écran comme un seul et même fantôme.
Le jeu dispose de huit variations, offrant deux vitesses initiales différentes pour Pac-Man, et quatre vitesses initiales différentes pour les fantômes. La vitesse de ces derniers subit une légère augmentation à chaque niveau réussi, quand celle de Pac-Man reste constante tout au long de la partie. Le joueur peut baisser ou augmenter la difficulté du jeu en appuyant sur le bouton A-B : lorsque l'interrupteur est sur A, l'effet des super pac-gommes dure moins longtemps.

## Historique

### Origines
Vers la fin des années 1970, Atari acquiert le droit de porter, sur ses consoles de salon, des jeux d'arcade développés par Namco. Après le succès rencontré par le jeu Pac-Man aux États-Unis, Atari décide de réaliser un portage du jeu en question sur l'Atari 2600,. L'entreprise croit alors que développer un bon jeu Pac-Man sur Atari 2600 ne serait pas difficile, étant donné que le succès de Pac-Man ne réside pas dans ses graphismes, mais dans son gameplay.
Le développement du portage dure environ 4 mois. Il commence en mai 1981 et s'achève quatre mois plus tard. Ayant estimé que 10 millions de joueurs utilisaient activement l'Atari 2600, Atari produit 12 millions de cartouches, croyant que chaque possesseur d'Atari 2600 allait acheter le jeu, et que 2 millions de néophytes allaient acheter l'Atari 2600 spécialement pour y jouer. Atari prévoit alors au minimum 500 millions de dollars de ventes,.

### Développement
Tod Frye s'est chargé de toute la partie programmation. Le jeu utilise une cartouche de 4 KB, sélectionnée pour son prix de fabrication, inférieur à celui de la cartouche de 8 KB qui venait tout juste de sortir,. Après l'obtention des droits par Atari, Tod Frye commence à travailler sur une version prototype. La firme souhaite alors sortir le jeu pendant la période des fêtes de fin d'année, de façon à générer plus de profit.
Le développement se heurte vite au problème d'infériorité technique de l'Atari 2600 par rapport au support originel de Pac-Man. Les bornes d'arcade stockent alors quatre fois plus de mémoire morte, et disposent de 2 KB de mémoire vive pour les tâches génériques et les visuels. Les différents types de mémoire sont utilisés pour stocker et interchanger les sprites. En comparaison, l'Atari 2600 n'a que 128 B de mémoire vive générique (environ {\displaystyle {}^{\textstyle 1}\!\!\diagup \!\!{}_{\textstyle 16}} de la mémoire vive dont dispose une borne d'arcade), et rien de dédié spécifiquement aux visuels. De plus, le microprocesseur MOS 6507 utilisé par l'Atari 2600 est trois fois moins rapide que le Zilog Z80, utilisé par les bornes d'arcade Pac-Man de Namco.
Ces limitations techniques pèsent considérablement sur l'adaptation du jeu. Tod Frye se trouve forcé de simplifier les formes du labyrinthe, optant pour des murs carrés (et non plus arrondis), et une configuration des couloirs simplifiée. Les pac-gommes, auparavant rondes et blanches, sont remplacées par des rectangles marron. Ce choix découle d'une volonté de réutiliser les ressources, en utilisant les mêmes sprites pour les pac-gommes que pour les murs. Pour faire disparaître chaque pac-gomme mangée par Pac-Man, la console redessine le labyrinthe et les pac-gommes, à l'exception de celles déjà mangées. En outre, pour s'accommoder des limitations techniques, les sprites sont animés différemment. Le personnage de Pac-Man ainsi que le labyrinthe sont redessinés à chaque frame, alors que les fantômes sont animés à intervalles. Ainsi, quel que soit l'instant, il n'y a qu'un seul fantôme dans le labyrinthe : les quatre fantômes sont affichés à tour de rôle et à intervalles réguliers, d'où leur clignotement constant. Cet effet est réduit par les écrans cathodiques et la persistance rétinienne, car l'image de chaque fantôme semble rester plus longtemps qu'elle ne le fait en réalité.
Après avoir testé le jeu, Frank Ballouz, le marketing manager de Coin Division, informe Ray Kassar, alors président et directeur général d'Atari, que le jeu ne serait pas apprécié par les fans. Sa réflexion est rejetée. Atari lance une campagne publicitaire dans les journaux et les catalogues, décrivant le jeu comme différant « légèrement de l'original ». Pour favoriser les ventes, l'entreprise met l'accent sur sa licence exclusive de Pac-Man,. Elle poursuit en justice les studios développant des clones de Pac-Man. Atari attaque notamment, Philips, pour le jeu Glouton et Voraces (sorti sur Videopac en 1981), et parvient à interdire la vente des cartouches. Néanmoins, la firme n'obtient pas toujours gain de cause, comme avec les jeux Jawbreaker et Gobbler d'On-Line Systems. Plusieurs revendeurs aident Atari à vendre Pac-Man. Ainsi, J. C. Penney est le premier revendeur à lancer une campagne publicitaire mondiale et télévisuelle pour un jeu vidéo. Dans la continuité d'une longue collaboration entre elle et Sears, Atari produit des cartouches de Pac-Man sous le label de ce revendeur.

## Différences avec le jeu original
Le jeu diffère de la version arcade, plusieurs aspects ayant été modifiés pour s'adapter aux performances de la console. Les tunnels sont placés verticalement, au lieu d'être placés horizontalement. Le nombre de pac-gommes est divisé par 2. Pac-Man a un œil (alors qu'il n'en avait aucun dans la version sur borne d'arcade), et quel que soit son mouvement, il ne peut regarder qu'à gauche ou à droite. Les fantômes sont tous vert pâle (alors qu'ils ont normalement chacun leur propre couleur) et clignotent (car la 2600 ne peut pas représenter plus de deux sprites bougeant sur une même image). La musique n'a aucun rapport avec celle de la version originale.

## Réception

### Accueil de la presse
Pac-Man 2600 fait l'objet de critiques très négatives, à l'instar d'E.T. the Extra-Terrestrial.
Le jeu n'a, en effet, pas été à la hauteur des attentes suscitées. Atari affirme, en 1981, que « 3 à 4 millions » d'unités ont été précommandées. Richard Simon, analyste chez Goldman Sachs, prédit des ventes s'élevant à 9 millions d'unités pour 1982, ce qui aurait généré un profit de 200 millions de dollars.
Pac-Man est initialement un succès commercial, se vendant à 7 millions d'unités, et devenant en passant le titre le plus vendu de l'Atari 2600. Tod Frye confie alors gagner une commission de 10 cents par cartouche vendue. Plus d'un million de ces cartouches ont été transportées par cargo en moins d'un mois, grâce à une campagne commerciale d'1,5 million de dollars. Néanmoins, les ventes ralentissent rapidement ; et à l'été 1982, Atari garde une grande quantité de cartouches invendues. Beaucoup d'acheteurs renvoient le jeu en demandant un remboursement, et il reste 5 millions d'unités sans compter les retours. En 2004, les cartouches du jeu Pac-Man étaient encore communes dans le milieu de la collection et du rétro-gaming — excepté les versions labellisées Sears, qui l'étaient un peu moins — et évaluées à une valeur commerciale moindre.
Les critiques ont comparé ce portage au Pac-Man originel, de façon dépréciative ; lui faisant des reproches sur son aspect audiovisuel ainsi que sur son gameplay. En 1983, Danny Goodman, testeur chez Creative Computing, commente que Pac-Man échoue dans sa réplique du jeu d'arcade. En revanche, il juge beaucoup de critiques injustes, étant donné que les performances de la console étaient trop faibles pour émuler correctement le jeu. Il dit également que ce portage est un jeu de labyrinthe difficile qui aurait rencontré plus de succès si les joueurs ne s'étaient pas attendus à jouer à un jeu fidèle à l'original. La même année, Phil Wiswell, chez Video Games, critique les graphismes indigents du jeu, le surnommant moqueusement « Flickerman » (Clignote-Man) ; et Softalk apostrophe Atari, demandant pourquoi ils s'étaient opposés au développement de clones de Pac-Man alors que la version 2600 était « moins proche de la version originale de Midway qu'aucun des nombreux imitateurs ». En 1998, les rédacteurs de Next Generation le qualifient de « pire portage de jeu d'arcade de tous les temps », et attribuent l'insatisfaction massive qu'il a suscité à sa qualité dérisoire. En 2006, Craig Harris d'IGN émet un jugement semblable, et l'étiquette pire portage de jeu d'arcade, évoquant un mauvais aspect audiovisuel, qui n'est pas fidèle à l'original. Un autre rédacteur d'IGN, Levi Buchanan, le décrit comme un « portage désastreux », citant les couleurs ainsi que les fantômes clignotants. Skyler Miller, chez AllGame, dit quant à lui que même si Pac-Man ne ressemble que passablement à la version originale, il reste agréable malgré ses défauts.
Ed Logg, ancien concepteur de jeux vidéo chez Atari, considère le développement comme un effort pressé et raté. Tod Frye, en revanche, n'exprime aucun regret concernant son travail. Il considère qu'il a pris les meilleures décisions, et affirme que les choses auraient été différentes si l'Atari 2600 avait disposé de plus de mémoire morte. Nick Montfort et Ian Bogost, chercheurs dans le domaine du jeu vidéo, attribuent l'accueil négatif à l'infériorité technique de l'Atari 2600 (sortie en 1977) par rapport aux bornes d'arcade Pac-Man (sorties en 1980). Ils affirment de plus que ce portage est une leçon dans la prise en compte du contexte socio-culturel du développement d'un jeu. Montfort et Bogost commentent que les joueurs étaient déçus par l'effet visuel clignotant, qui fatiguait leurs yeux et rendait les fantômes difficiles à suivre. Ils affirment également que cet effet diminue les différences entre la personnalité propre à chaque fantôme, bien plus présente dans la version originale. Chris Kohler, journaliste chez Wired, ajoute que le jeu a été mal accueilli de son temps à cause de sa mauvaise qualité. Il admet cependant que Pac-Man 2600 est une prouesse technique, compte tenu des limitations de la console.

## Impact et héritage

### Répercussions sur Atari
Alors que Pac-Man est un succès d'arcade, le portage sur Atari 2600 est un échec critique.
Initialement, l'excitation générée par la sortie du portage domestique de Pac-Man pousse les revendeurs à agrandir leur inventaire pour vendre des jeux vidéo. Les drugstores commencent alors à stocker des cartouches de jeux vidéo, et les magasins de jouets rivalisent pour les sorties récentes. Des rivalités apparaissent, comme lorsque Kmart et J. C. Penney se liguent contre Sears pour devenir les plus grands vendeurs de jeux vidéo. La sortie du jeu amena aussi à une hausse des ventes de jeux sur la console Atari 2600.
Les ventes du jeu démarrent fort mais s'effondrent tout aussi rapidement, et on le retrouve rapidement soldé. Finalement, Pac-Man se vend à 7 millions d'exemplaires, chiffre inférieur aux prévisions, mais qui lui permet de devenir le jeu Atari 2600 le plus vendu,.
Cependant, les critiques citent souvent Pac-Man 2600 comme une cause majeure de la méfiance qu'ont eu, par la suite, les consommateurs envers Atari ; ce qui aurait contribué au krach du jeu vidéo de 1983. Bill Loguidice et Matt Barton, chez Gamasutra, affirment que la qualité médiocre du jeu a porté atteinte à la réputation de l'entreprise. Buchanan commente que Pac-Man a déçu des millions de fans et diminué leur confiance dans les jeux d'Atari. L'ancien éditeur de Next Generation, Neil West, attribue son scepticisme de longue date envers Atari à la déception que lui a procuré le jeu étant enfant. Qualifiant Pac-Man du « jeu vidéo le plus désastreux », Buchanan le crédite de la chute d'Atari dans l'industrie vidéoludique des années 1980. L'auteur Steven L. Kent (en) attribue également à Pac-Man, comme à E.T. the Extra-Terrestrial, un coup porté à la réputation d'Atari. Montfort et Bogost affirment que le mauvais accueil réservé au jeu a semé la méfiance chez les vendeurs de jeux vidéo, ce qui fut un des facteurs aidant au krach.
Les nombreux retours augmentent la quantité d'invendus et, ceci ajouté au prix d'achat de la licence, Pac-Man s'avère être un échec commercial retentissant pour Atari. Le jeu fait partie des jeux vidéo enterrés par l'entreprise. Le 7 décembre 1982, Kassar annonce que les prévisions de revenus d'Atari pour 1982 passent d'une augmentation de 50 % pendant l'année 1981 à une augmentation de 15 %. Immédiatement après cette annonce, la valeur nominale de Warner Communications chute de 35 % (de 54 à 35 dollars), aboutissant à une perte d'1,3 milliard de dollars dans la market-based valuation (en) d'Atari. La société essaie alors de regagner des parts de marché en faisant l'acquisition de licences de jeux d'arcade populaires pour sa console. Cependant, le revenu tiré des ventes de ces jeux n'inverse pas le déclin d'Atari, qui continue à s'endetter. En 1983, Atari réduit ses effectifs de 30 % et perd 356 millions de dollars.
Fin 1982, Atari porte Pac-Man sur sa toute dernière console, l'Atari 5200. Cette version est un meilleur portage, plus précis dans la reproduction du jeu d'arcade, et sert de « jeu de lancement » à ladite console, avec 11 autres jeux. Ce portage est suivi par d'autres conversions des suites arcade de Pac-Man, comme Ms. Pac-Man ou encore Jr. Pac-Man, sur l'Atari 2600. Les deux derniers sont plus appréciés que le premier portage de Pac-Man. Ms. Pac-Man, par exemple, dispose d'une plus grande cartouche ROM, répondant ainsi à de nombreuses critiques concernant Pac-Man.
Les pertes engrangées par ses jeux, notamment Pac-Man et E.T. the Extra-Terrestrial, se cumulent ; ce qui amène Atari à déclarer une perte de 536 millions de dollars en 1983. En 1984, la société est finalement divisée et vendue à Jack Tramiel.